# Hymenicis nockatungensis
Hymenicis nockatungensis är en stekelart som först beskrevs av Paul C. Dangerfield och Austin 1995.  Hymenicis nockatungensis ingår i släktet Hymenicis och familjen bracksteklar. Inga underarter finns listade i Catalogue of Life.